# Buenavista, El Fuerte
Buenavista är en ort i Mexiko.   Den ligger i kommunen El Fuerte och delstaten Sinaloa, i den västra delen av landet, 1 200 km nordväst om huvudstaden Mexico City. Buenavista ligger 30 meter över havet och antalet invånare är 496.
Terrängen runt Buenavista är platt. Runt Buenavista är det ganska tätbefolkat, med 83 invånare per kvadratkilometer. Närmaste större samhälle är Juan Jose Rios, 16,4 km söder om Buenavista. Trakten runt Buenavista består till största delen av jordbruksmark.